# ふくだももこ
ふくだ ももこ（福田桃子、1991年8月4日 - ）は、日本の小説家、映画監督、脚本家。

## 経歴
1991年8月4日、大阪府茨木市に生まれる。日本映画学校で映画を学ぶ。卒業制作として監督・脚本を務めた「グッバイ・マーザー」がゆうばり国際ファンタスティック映画祭2014、第6回下北沢映画祭、湖畔の映画祭で入選。2016年に「えん」で第40回すばる文学賞佳作を受賞した。
映画監督と小説家の二足の草鞋を履いている。

## 作品リスト

### 映画
- 家族ごっこ（2015年公開、監督：内田英治・木下半太） - 「貧乳クラブ」脚本
- 父の結婚（2016年公開） - 監督・脚本
- 21世紀の女の子（2019年公開） - 「セフレとセックスレス」監督
- おいしい家族（2019年公開）[4]
- 君が世界のはじまり（2020年公開） - 原作・監督
- ずっと独身でいるつもり?（2021年11月19日公開、日活） - 監督

### TVドラマ
- 深夜のダメ恋図鑑（2018年10月 - 12月、朝日放送テレビ／テレビ朝日）- 監督
- カカフカカ-こじらせ大人のシェアハウス-（2019年4月 - 6月、MBS）- 監督
- とりあえずカンパイしませんか?（2023年3月、テレビ東京） - 監督
- かしましめし（2023年4月 - 5月、テレビ東京） - 監督
- 9ボーダー（2024年4月 - 6月、TBS）- 監督
- 下山メシ（2024年11月 - 12月、テレビ東京） - 監督

### 小説
単行本
- 『おいしい家族』（集英社 2019年） ※文庫本にはすばる文学賞佳作の「えん」を収録。

雑誌掲載
- 「えん」（「すばる」2016年11月号）
- 「ブルーハーツを聴いた夜、君とキスしてさようなら」（「すばる」2017年12月号）
- 「君か、それ以外」（「すばる」2020年4月号）